# F.O.D. (band)
F.O.D. is een Belgische punkband afkomstig uit Antwerpen die is opgericht in 2008. De band heeft tot op heden drie studioalbums, een single en een ep laten uitgeven en heeft op meerdere (inter)nationale festivals gespeeld, waaronder Groezrock.
De muziekstijl van F.O.D. kan worden omschreven als een melodisch soort skatepunk, dat flink wordt beïnvloed door het geluid van de Amerikaanse platenlabels Fat Wreck Chords en Epitaph Records. Grote invloeden zijn onder andere punkbands als Green Day, Lagwagon, The Offspring en Bad Religion.

## Geschiedenis
F.O.D. werd in 2008 opgericht als een Green Day-coverband, dat als eerste doel had om het album Dookie (1994) van Green Day volledig te spelen. De naam van de band verwijst naar een nummer op dit album, getiteld "F.O.D." (een afkorting van fuck off and die).
Drie jaar lang bleef de band trouw aan het oorspronkelijke concept en speelde als coverband in België en elders in Europa. In 2011 werd het eerste album van de band uitgegeven, de ep Dance to This!, met daarop de eerste originele muziek die door de band zelf geschreven was. De cd werd uitgegeven via het Belgische platenlabel Thanks But No Thanks Records. Twee jaar later, in 2013, werd het debuutalbum Ontario uitgegeven op cd en lp.
Op 23 september 2014 werd het tweede studioalbum van de band uitgegeven, getiteld Tricks of the Trade. Het werd wereldwijd uitgegeven via vier verschillende platenlabels: Thanks But No Thanks Records en Funtime Records in België, Effervescence Records in Europa, Bird Attack Records in Noord-Amerika en Bells on Records in Japan. Om de uitgave te vieren hield de band op 11 oktober dat jaar het F.O.D. Fest, waar verscheidene (inter)nationale bands speelden.
Op 17 februari 2017 werd het derde studioalbum van de band uitgegeven, getiteld Harvest. Harvest werd net zoals het voorgaande studioalbum Tricks of the Trade uitgegeven via vier platenlabels in verschillende delen van de wereld. Dit album kent serieuzere teksten en een agressievere muzikale stijl. Ook na de uitgave van dit album werd er een festival georganiseerd.
Op 20 maart 2020 gaf F.O.D. diens derde studioalbum uit, getiteld Sleepville. In september datzelfde jaar coverde de band het nummer "Perfect Match" van Triggerfinger.

## Leden
- Hans Roofthooft - gitaar, zang
- Stijn de Waele - achtergrondzang
- Pierre Janssens - basgitaar
- Lode de Feyter - drums

## Discografie
Studioalbums
- Ontario (2013)
- Tricks of the Trade (2014)
- Harvest (2017)
- Sleepville (2020)
- Sleepville II (2020)

Ep's
- Dance to This! (2011)

Singles
- "Something More" (2014)
- "Punkrock 4 Life" (2017)